# Floribunda
Els rosers floribunda (del llatí "que floreix molt") també anomenats de flors racemoses són un grup de cultivars de rosa creats per roseristes mitjançant la hibridació de rosers polyantha amb híbrids de te. Són un dels grups de roses de jardí considerats moderns. Els rosers polyantha al seu torn deriven de l'encreuament entre Rosa chinensis i Rosa multiflora (a vegades anomenada R. polyantha). El propòsit d'aquestes hibridacions era crear roses amb l'abundant floració de les poliantes però amb les flors dels híbrids de te, tant en varietat de color com en bellesa de les seves formes.

## Història

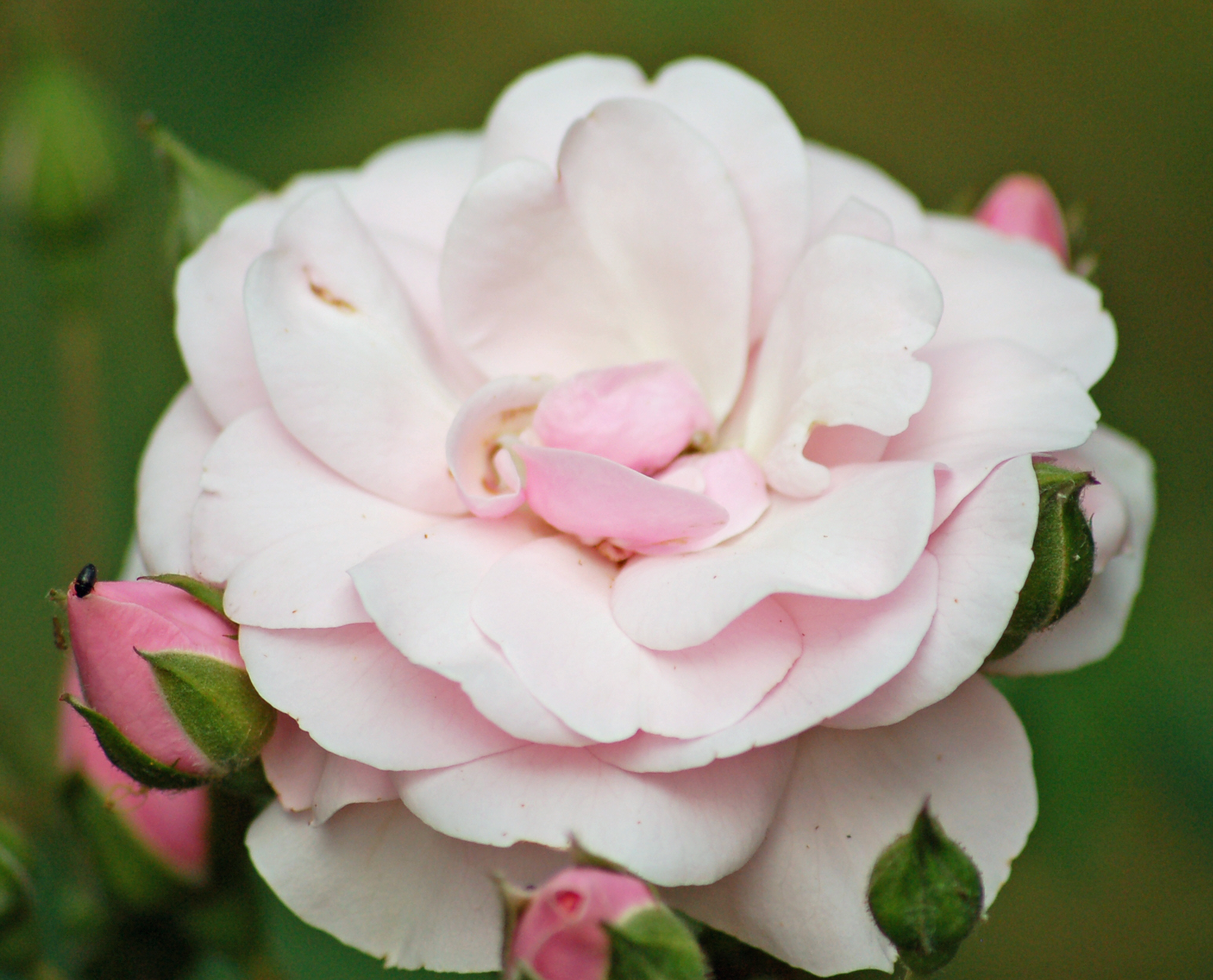
'Floribunda Diadem' (Tantau 1986) al Rosarium Uetersen

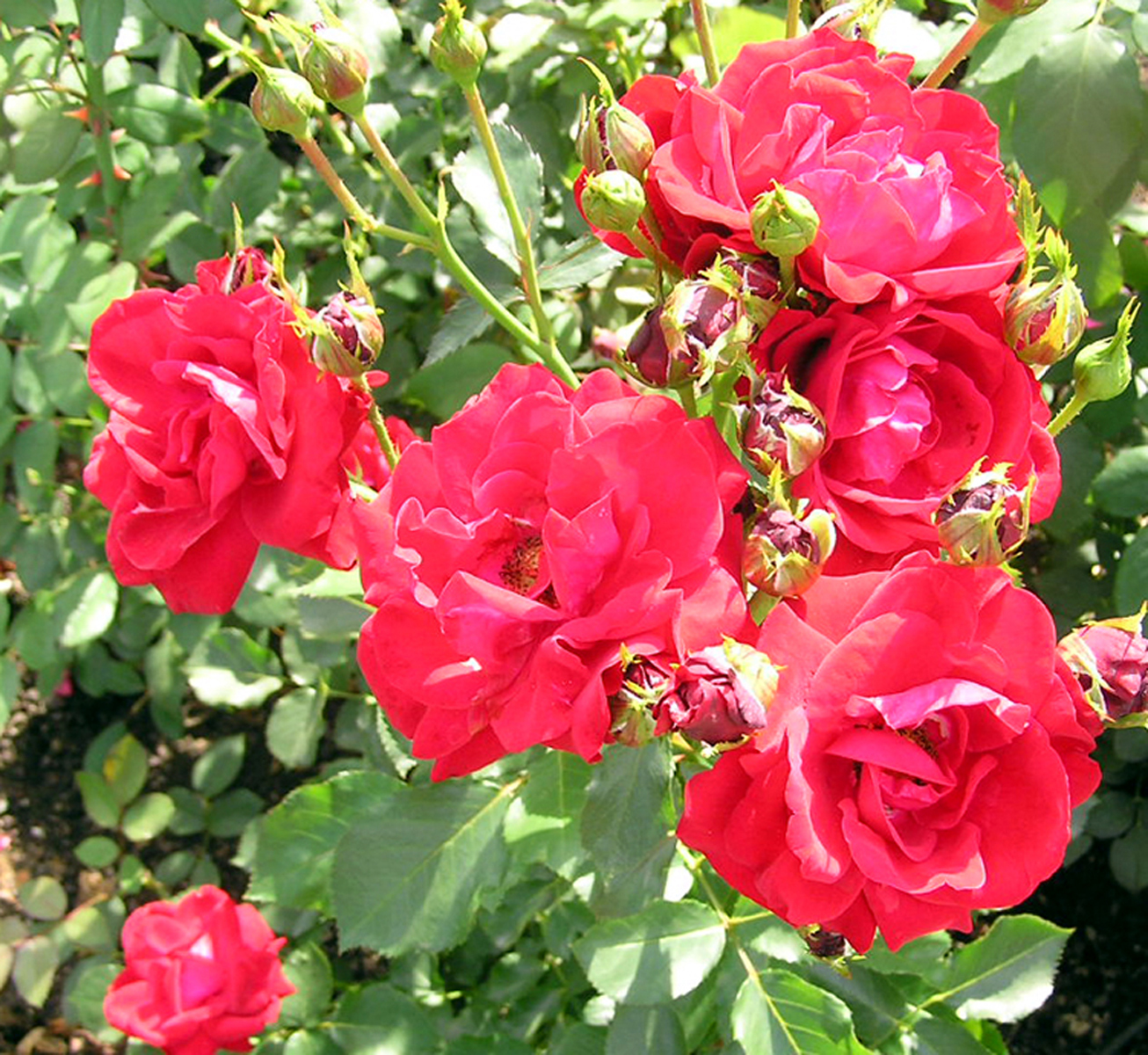
'Orange Korona' (Kordes 1955), exemple de roser floribunda

El primer creuament entre polyantha i híbrid de te, 'Rödhätte' (que vol dir ‘caputxeta vermella’), va ser introduït pel rosarista danès Dines Poulsen el 1907. Aquest tipus de cultivar tenia característiques de les classes de roses a les quals pertanyien els seus progenitors i va ser anomenat híbrid de polyantha o rosa Poulsen. Poulsen va continuar aquesta línia de treball en els anys següents i va introduir més d'aquest híbrids de polyantha com ara 'Else Poulsen' el 1924. D'altres hibridadors van començar a introduir varietats similars i el 1930 el nom "floribunda" va ser encunyat pel Dr. J.N. Nicolas, un hibridador de roses de Jackson & Perkins als EUA. Aquest terme s'ha utilitzat des d'aleshores per descriure aquells cultivars que compten en la seva ascendència amb creuaments entre híbrids de te i roses polyantha.

## Morfologia i ús
Els rosers floribunda típics presenten una estructura erecta, més petita i atapeïda que els híbrids de te estàndard però menys densa i estesa que una polyantha típica. Les flors són normalment més petites i apareixen en raïms i la floració tendeix a ser més abundant i prolongada que les dels híbrids de te cosa que els proporciona un millor efecte floral en el jardí. El rang de colors i la forma de les flors és similar als dels híbrids de te però es diferencien d'aquests per la formació de raïms de flors. Aquests rosers s'usen principalment en parterres de parcs públics i espais similars.

## Exemples de cultivars
- 'Amber Queen', Harkness 1984 (Rosa de l'Any 1984, Gran Bretanya)
- 'Anne Harkness', Harkness 1979
- 'Bonica 82', Marie-Louise Meilland 1981
- 'Dainty Maid'
- 'Heidi Klum', Tantau 1999
- 'Iceberg', Kordes 1958
- 'Shockwave', Carruth 2006
- 'Sunsprite' també anomenada 'Friesia', Kordes 1973
- 'Tuscan Sun', Zary abans del 2002
- 'Angel Face', 1968
- 'Lilli Marlene', Kordes 1959
- 'Satchmo', Samuel Darragh McGredy IV 1970
- 'Kordes Brillant' o també anomenada 'Kordes Brilliant', Reimer Kordes 1983